# Балкизов, Бати Асхадович
Бати Асхадович Балкизов (кабард.-черк. Балъкъыз Батий, 15 июля 1948 — 13 февраля 2020) — кабардинский поэт, автор 5 сборников стихотворений. Шашист, неоднократный чемпион Кабардино-Балкарии по русским шашкам.

## Биография
Бати Асхадович Балкизов родился 15 июля 1948 года в селе Верхний Куркужин, Кабардинская АССР. Ещё в школе начал увлекаться родным языком и поэзией, однако после службы в армии поступил в органы МВД. Не прерывая службы, окончил заочно Литературный институт имени А. М. Горького, продолжал писать и публиковать стихов и баллад, всего опубликовано пять сборников. Две подборки произведений вышли на русском языке в переводе В. А. Латынина.
На пенсию Бати Балкизов вышел в 1998 году в звании майора милиции. Позднее на вопрос о совмещении двух столь разных направлений деятельности ответил: «Милиция – это просто работа, которую надо выполнять честно. А поэзия – это и есть жизнь»
Со школы увлекался шашками. Чемпион Кабардино-Балкарии по международным шашкам (2002), неоднократный чемпион республики по русским шашкам.